# Volksabstimmungen in der Schweiz 1979
Dieser Artikel bietet eine Übersicht der Volksabstimmungen in der Schweiz im Jahr 1979.
In der Schweiz fanden auf Bundesebene sechs Volksabstimmungen statt, im Rahmen zweier Urnengänge am 18. Februar und 20. Mai. Dabei handelte es sich um zwei obligatorische Referenden drei Volksinitiativen und ein fakultatives Referendum.

## Abstimmungen am 18. Februar 1979

### Ergebnisse
| Nr. | Vorlage | Art | Stimm- berechtigte | Abgegebene Stimmen | Beteiligung | Gültige Stimmen | Ja        | Nein      | Ja-Anteil | Nein-Anteil | Stände | Ergebnis |
| --- | --- | --- | ------------------ | ------------------ | ----------- | --------------- | --------- | --------- | --------- | ----------- | ------ | -------- |
| 293 | Bundesbeschluss vom 23. Juni 1978 über das Stimm- und Wahlrecht für 18-Jährige                                       | OR  | 3'867'603          | 1'917'722          | 49,58 %     | 1'898'822       | '0934'073 | '0964'749 | 49,19 %   | 50,81 %     | 9:14   | nein     |
| 294 | Bundesbeschluss vom 6. Oktober 1978 über die Volksinitiative «zur Förderung der Fuss- und Wanderwege» (Gegenentwurf) | GE  | 3'867'603          | 1'916'529          | 49,54 %     | 1'891'415       | 1'467'357 | '0428'058 | 77,58 %   | 22,42 %     | 22:1   | ja       |
| 295 | Eidgenössische Volksinitiative «gegen Suchtmittelreklame»                                                            | VI  | 3'867'603          | 1'916'545          | 49,54 %     | 1'888'601       | '0773'485 | 1'115'116 | 40,96 %   | 59,04 %     | ½:22½  | nein     |
| 296 | Volksinitiative «zur Wahrung der Volksrechte und der Sicherheit beim Bau und Betrieb von Atomanlagen»                | VI  | 3'867'603          | 1'917'562          | 49,58 %     | 1'886'407       | '0920'480 | '0965'927 | 48,80 %   | 51,20 %     | 9:14   | nein     |

### Stimm- und Wahlrecht für 18-Jährige
Im Zuge der 68er-Bewegung gab es auf Bundes- und Kantonsebene zahlreiche Forderungen, das Stimm- und Wahlrechtsalter von 20 auf 18 Jahre zu senken. 1975 reichte der SP-Nationalrat Jean Ziegler mit Erfolg eine parlamentarische Initiative ein. Drei Jahre später stimmte das Parlament dem tieferen Stimm- und Wahlrechtsalter zu, entgegen dem Wunsch der Regierung. Seit der Gründung des Bundesstaates 1848 habe sich die Situation der Jugend markant verändert; sie trage mehr Verantwortung, sei reifer und politisch besser informiert. Die Verfassungsänderung stand eindeutig im Schatten der Atom- und Suchtmittelvorlagen, entsprechend fand sie wenig Beachtung. Die Befürworter aus fast allen politischen Parteien argumentierten, die 18-Jährigen seien bereits steuerpflichtig, müssten AHV-Beiträge zahlen und trügen die volle strafrechtliche Verantwortung. Also sei es naheliegend, sie auch politisch zu beteiligen. Konservative Gegner sprachen den Jugendlichen sowohl eine genügende Reife als auch ein verbreitetes Interesse an Politik ab. Eine Herabsetzung des Stimm- und Wahlrechtsalters auf Bundesebene widerspreche zudem der föderalistischen Tradition, ausserdem hätten erst vor kurzem mehrere Kantone eine Senkung abgelehnt. Überraschend angesichts der wenig aktiven Gegnerschaft sprach sich eine sehr knappe Mehrheit gegen die Vorlage aus.

### Förderung der Fuss- und Wanderwege
Mit dem Bau der Autobahnen verschwanden ab Mitte der 1960er Jahre jährlich rund 1000 km Fusswege. Um diesen Verlust aufzuhalten, reichte die Schweizerische Arbeitsgemeinschaft für Wanderwege 1974 eine Volksinitiative ein. Sie verlangte, wie bei den Rechtsgrundlagen für die Strassen auch die Sicherstellung eines nationalen Wanderwegnetzes in der Verfassung und im Gesetz zu verankern. Der Bundesrat wies das Begehren zurück und war der Ansicht, diese Aufgabe sei Sache der Kantone und Gemeinden. In der parlamentarischen Debatte setzte der Nationalrat jedoch einen Gegenentwurf aus den Reihen der FDP durch. Dieser sollte dem Bund das Recht geben, Grundsätze für das Fuss- und Wanderwegnetz aufzustellen sowie die Tätigkeiten der Kantone zu koordinieren und zu unterstützen. Ebenso müsse der Bund aufgehobene Wanderwege ersetzen. Nachdem der Ständerat einlenkte, zogen die Initianten ihr Begehren zugunsten des Gegenentwurfs zurück. Fast alle grösseren Parteien und Interessengruppen unterstützten die Vorlage. Sie bringe Vorteile für fast alle und verursache keine Kosten. Einzig die LPS bekämpfte den Gegenvorschlag aus föderalistischen Gründen. Mehr als drei Viertel der Abstimmenden nahmen die Vorlage an, eine Nein-Mehrheit resultierte nur im Kanton Wallis.

### Suchtmittelreklame
Im April 1976 reichte die Schweizer Guttempler-Jugend eine Volksinitiative ein, die jede Art von Werbung für Tabakwaren und alkoholische Getränke verbieten wollte. Aus Gründen der Verhältnismässigkeit sollte eine vom Bund zu bestimmende Behörde Ausnahmebewilligungen für ausländische Druckerzeugnisse erteilen, die in der Schweiz eine unbedeutende Verkaufsauflage erreichen. Hauptsächliches Ziel der Initianten war es, Heranwachsende und junge Erwachsene vor gewohnheitsmässigem Rauchen und Alkoholkonsum zu schützen sowie allgemein einen Konsumrückgang zu bewirken. Der Bundesrat bezeichnete das Verbot als einseitig, unverhältnismässig und als nicht geeignet, einen erheblichen Rückgang des Missbrauchs herbeizuführen. Überdies könne ein solches Verbot nur mit einer stark ausgebauten Gewerbepolizei durchgesetzt werden. Das Parlament teilte diese Einschätzung und wies die Initiative ebenfalls zurück. Linke Parteien und das Schweizerische Institut für Alkoholprophylaxe unterstützten die Initiative, dagegen waren bürgerliche Parteien, die Werbeindustrie sowie die Wein- und Tabakbranche. Die nachteiligen wirtschaftlichen Folgen für die betroffenen Branchen könnten nicht durch eine entsprechende Verbesserung der Volksgesundheit aufgewogen werden. Etwa einen Monat vor der Abstimmung veröffentlichte der Bundesrat einen Entwurf für die Revision des Alkoholgesetzes, mit dem zumindest aggressive und suggestive Alkoholwerbung verboten werden sollte. Fast drei Fünftel der Abstimmenden lehnten die Initiative ab, eine knappe Ja-Mehrheit erzielte sie nur im Kanton Basel-Stadt.

### Sicherheit von Atomanlagen
In den frühen 1970er Jahren nahmen die ersten Schweizer Kernkraftwerke ihren Betrieb auf, während gleichzeitig der Widerstand gegen weitere Kraftwerke stetig wuchs. 1976 reichte ein überparteilicher Ausschuss eine Volksinitiative ein, die eine Konzessionspflicht für den Bau und die Erweiterung von Atomanlagen forderte. Eine solche Konzession sollte an die Bedingung geknüpft sein, dass die Stimmberechtigten der Standortgemeinde und angrenzenden Gemeinden ihre Zustimmung gaben, ebenso der Stimmberechtigten aller Kantone, deren Gebiet bis zu 30 km von der Anlage entfernt liegt. Bundesrat und Parlament wiesen die Initiative zurück, denn es widerspräche dem staatsrechtlichen System der Schweiz, wenn die Bundesbehörden beim Vollzug eines Bundesgesetzes an das Ergebnis regionaler Volksabstimmungen gebunden wären. Die Abstimmungskampagne war einer der heftigsten und aufwändigsten des Jahrzehnts, wobei insbesondere der massive finanzielle Einsatz der sich im öffentlichen Besitz befindlichen Elektrizitätsgesellschaften auf Kritik stiess. Für das Volksbegehren sprachen sich die SP und links von ihr stehende Parteien aus, ebenso der LdU und kleine Rechtsaussenparteien. Für Unmut im linken Lager sorgte das Engagement des sozialdemokratischen Bundesrates Willi Ritschard gegen die Initiative. Auf seine Seite stellten sich die bürgerlichen Parteien und die EVP. Die Gegner befürchteten, dass eine lokal gut organisierte Opposition de facto einen vollständigen Baustopp für Kernkraftwerke erzwingen könnte. Sie verwiesen auch auf das neue Atomgesetz, das drei Monate später zur Abstimmung gelangen würde. Die Initiative verpasste das Volks- und Ständemehr sehr knapp. In einer Nachbefragung meinten 15 Prozent der mit Nein Stimmenden, sie hätten ein Votum gegen den Bau von Kernkraftwerken (und nicht gegen die Initiative) abgegeben.

## Abstimmungen am 20. Mai 1979

### Ergebnisse
| Nr. | Vorlage                                                                                                  | Art | Stimm- berechtigte | Abgegebene Stimmen | Beteiligung | Gültige Stimmen | Ja      | Nein    | Ja-Anteil | Nein-Anteil | Stände | Ergebnis |
| --- | --- | --- | ------------------ | ------------------ | ----------- | --------------- | ------- | ------- | --------- | ----------- | ------ | -------- |
| 297 | Bundesbeschluss vom 15. Dezember 1978 über die Neuordnung der Umsatzsteuer und der direkten Bundessteuer | OR  | 3'876'719          | 1'459'922          | 37,65 %     | 1'436'415       | 496'882 | 939'533 | 34,59 %   | 65,41 %     | 0:23   | nein     |
| 298 | Bundesbeschluss vom 6. Oktober 1978 zum Atomgesetz                                                       | FR  | 3'876'719          | 1'459'155          | 37,63 %     | 1'427'056       | 982'634 | 444'422 | 68,86 %   | 31,14 %     | –      | ja       |

### Neuordnung der Steuern
Obwohl Volk und Stände im Juni 1977 die Einführung der Mehrwertsteuer (MWSt) abgelehnt hatten, entschied der Bundesrat nach Konsultationen mit den Regierungsparteien und Interessenvertretern der Wirtschaft, am Ersatz der Warenumsatzsteuer durch die MWSt festzuhalten. Es sei weiterhin unumgänglich, das Budgetdefizit auch mit Hilfe von Mehreinnahmen auszugleichen. Ohnehin sei die investitions- und exportfreundliche MWSt besser geeignet, die Nachteile der Industrie gegenüber der Konkurrenz im Ausland abzubauen. Die im März 1978 präsentierte Vorlage war fast identisch mit dem Parlamentsbeschluss von 1976, sah jedoch tiefere Steuersätze vor. Erneut war als Kompensation eine Senkung der Wehrsteuer (heutige direkte Bundessteuer) vorgesehen. Im Parlament war die Vorlage sehr umstritten und die Differenzbereinigung zwischen beiden Räten zog sich über ein halbes Jahr hin. Schliesslich genehmigte es relativ knapp eine leicht geänderte Version mit Erleichterungen für Kleinbetriebe und einer Steuerpflicht für Beratungs- und Vermögensverwaltungsleistungen. Zu den Befürwortern gehörten die bürgerlichen Regierungsparteien, die LPS und der Christlichnationale Gewerkschaftsbund. Sie bezeichneten die Vorlage als guten Kompromiss, der dem Bund endlich die unerlässlichen Mehreinnahmen verschaffe. Auf der anderen Seite befürchteten Gewerbevertreter und Rechtsbürgerliche, dass die MWSt zu höheren Lohnforderungen führen werde; andere waren grundsätzlich gegen Mehreinnahmen über Steuern. Kleine Linksparteien hielten die MWSt für eine unsoziale Konsumsteuer. Schliesslich wies die SP das Steuerpaket als Ganzes zurück, da die kalte Progression nur unzureichend beseitigt und Grossverdiener zu stark profitieren würden. Fast zwei Drittel der Abstimmenden und alle Kantone erteilten der Vorlage eine deutliche Abfuhr.

### Atomgesetz
Während der Unterschriftensammlung für die Volksinitiative «zur Wahrung der Volksrechte und der Sicherheit beim Bau und Betrieb von Atomanlagen» (siehe oben) beauftragte der Bundesrat 1975 eine Expertenkommission mit der Ausarbeitung eines Atomgesetzes. Ein entsprechender Entwurf lag 1977 vor und enthielt als wichtigste Neuerungen die Konzessionspflicht und den Bedarfsnachweis für die Erstellung von Atomanlagen. Im Gegensatz zur bestehenden Regelung sollten auch volkswirtschaftliche und politische Kriterien miteinbezogen werden. Der Bundesrat empfahl die Ablehnung der Volksinitiative und die Annahme des Bundesbeschlusses. Das Parlament nahm Änderungen bei den Zuständigkeiten vor und verschärfte die Bestimmungen zum Bau von Kernkraftwerken. Daraufhin ergriffen Vertreter der Anti-Atomkraft-Bewegung das Referendum. Das Nein zur Volksinitiative nahm der Auseinandersetzung um den Bundesbeschluss die Schärfe, da hier nicht der Bau weiterer Kernkraftwerke zur Debatte stand, sondern die Verschärfung der Bewilligungsbedingungen durch einen Bedarfsnachweis. Gegen die Teilrevision wandten sich linke Gruppierungen sowie einige Kantonalparteien von SP, SVP, PdA und Nationaler Aktion. Sie forderten bis zur Totalrevision des Atomgesetzes einen Baustopp für Atomanlagen. Auf Seiten der Befürworter standen die grösseren Parteien und die Elektrizitätswirtschaft, denen der Bundesbeschluss im Gegensatz zur Initiative eine vernünftige Lösung zu sein schien. Etwas mehr als zwei Drittel der Abstimmenden nahmen die Vorlage an, einzig im Kanton Jura resultierte eine ablehnende Mehrheit.